# Costa Serena

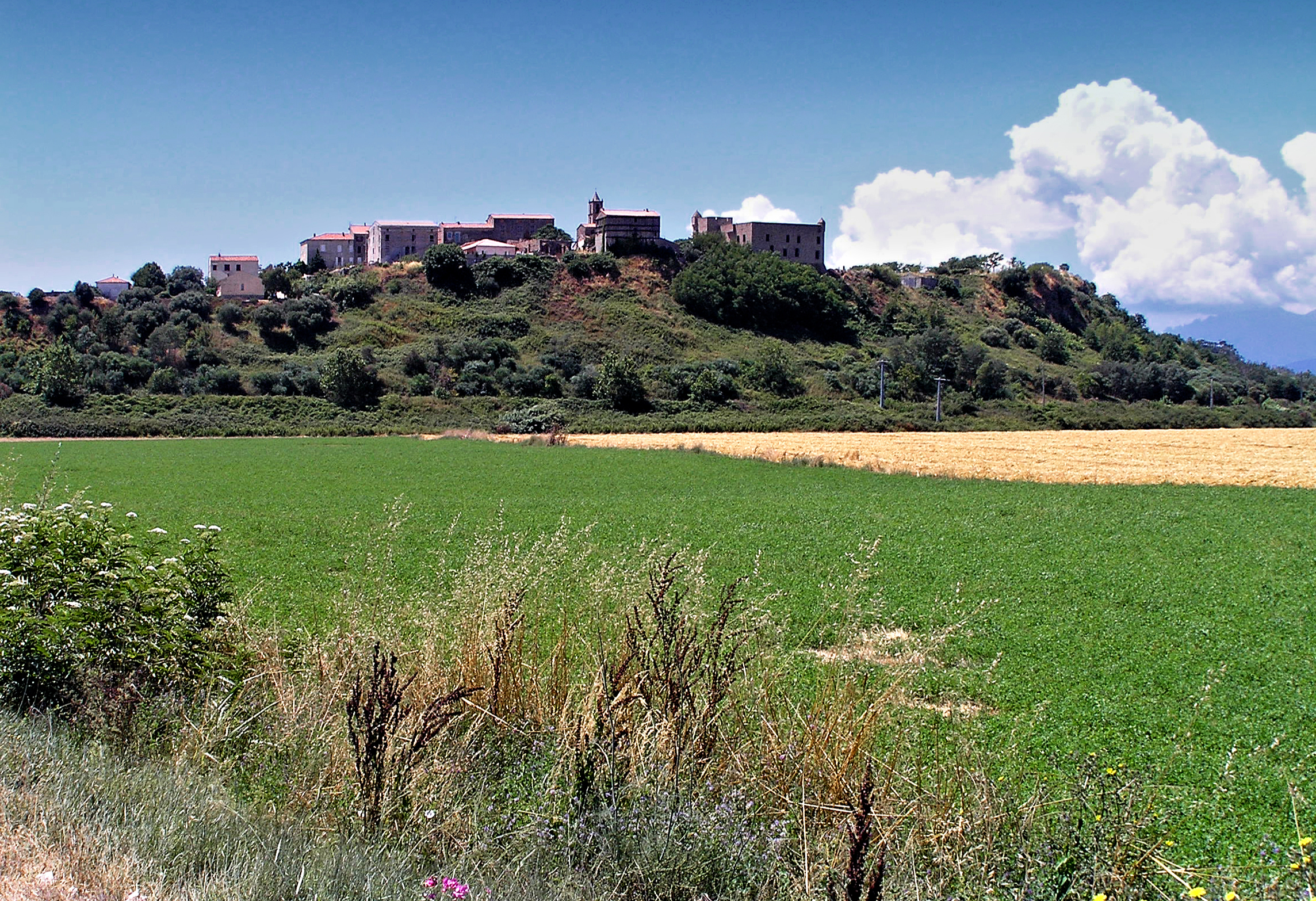
Zicht vanuit de vlakte van Aléria

De Costa Serena is een streek in het oosten van Corsica, Frankrijk.
Met de Costa Serena wordt verwezen naar de oostkust van het eiland tussen X en Sari-Solenzara, met inbegrip van het achterland, dat hier bestaat uit laag heuvelland. De Costa Serena wordt in het noorden begrensd door de Castagniccia en zijn kustlijn, de Costa Verde, en in het zuiden door de Côte des Nacres (met Sari-Solenzara, Conca en Solaro).
Enkele belangrijke plaatsen in de Costa Serena zijn: Aléria en Ghisonaccia.